# یاماها سی۴۰

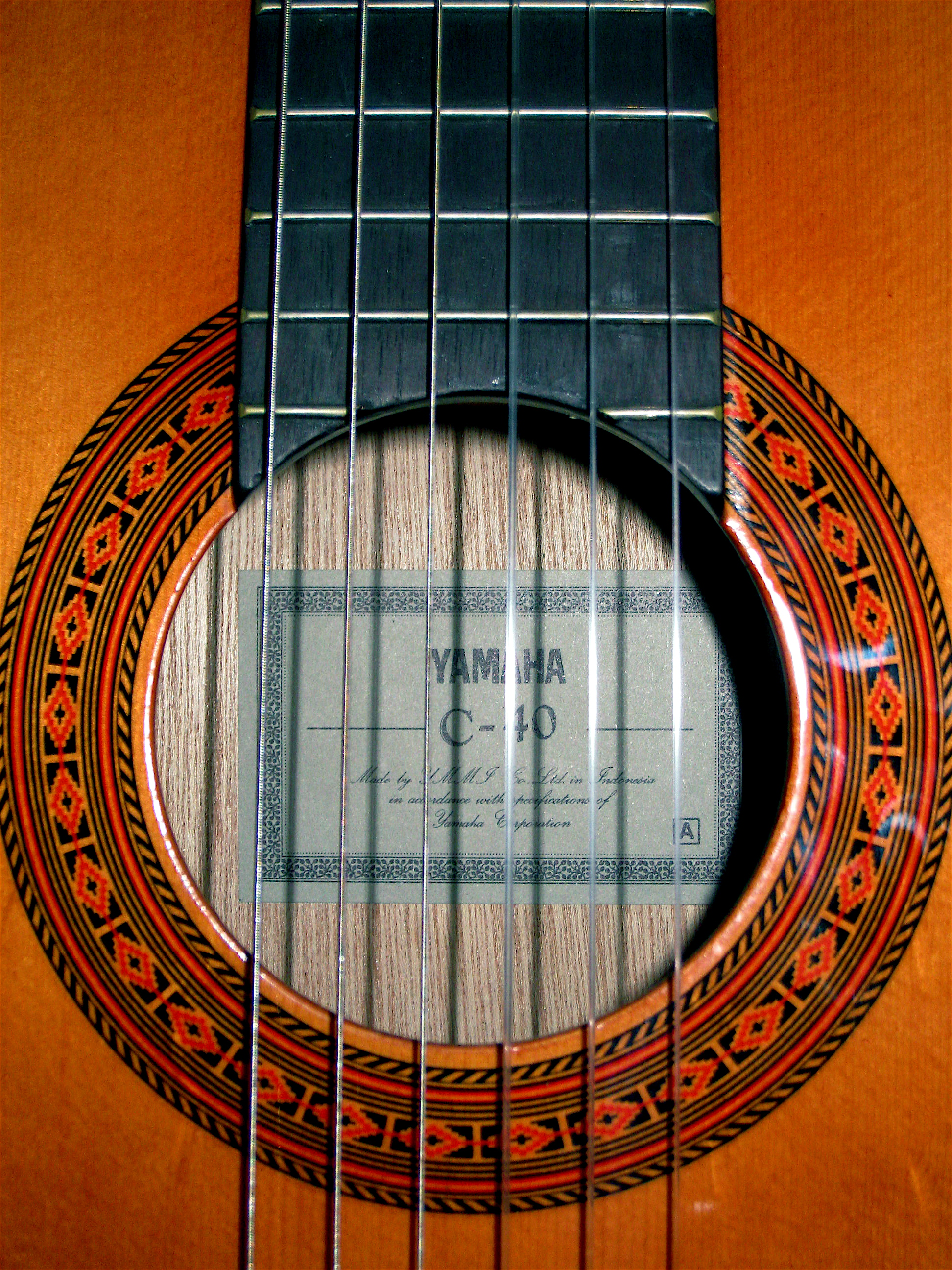
گیتار یاماها C40

یاماها C40 نام گیتاریست که توسط کمپانی یاماها تولید شده است که به "گیتار کلاسیک مقرون به صرفه" معروف است و در وبسایت کمپانی یاماها از آن به عنوان گیتاری برای گیتاریست ها در تمامی سطوح نام برده است. یاماها سی40 یک گیتار کلاسیک فول سایز برای تمامی هنرجویان در هر رده سنی قابل استفاده است.
گفته شده رده C گیتارهای یاماها از سال 1986 تولید شده که در آن سال اولین پرتوتایپ آن ساخته شده است. کمپانی یاماها تا به امروز این مدل را بهبود بخشیده و به یکی از پرطرفدارترین گیتارهای بازار تبدیل شده است.
گیتار یاماها C40 دسته‌ای از جنس چوب ناتو دارد که به صفحه‌ی انگشت گذاری رُزوود با 19 فرت مجهز شده است. صفحه‌ی انگشت گذاری و بریج رزوود، بازتولید صحیح و بی‌نقص نت‌ها را در کنار راحتی نوازنده هنگام اجرا تضمین می‌کنند. در قسمت پشت و کناره‌های گیتار از جنس چوب مرانتی و صفحه‌ی رویی آن از جنس چوب صنوبر کار شده است. صفحه‌ی رویی صنوبر، صدایی زیبا و گرم به گیتار یاماها C40 می‌بخشد که برای اجرای تمرینات مقدماتی بسیار مناسب است.
یاماها C40 به دلیل قیمت مناسب و کیفیت قابل قبول، به عنوان بهترین گیتار برای هنرجویان مبتدی شناخته شده است و در اکثر آموزشگاه های موسیقی به هنرجویان توصیه می‌شود. این گیتار تمامی استانداردها را داراست اما نباید انتظار یک گیتار کاملا حرفه ای با کیفیت صدای بسیار بالا را از آن انتظار داشت.